# Boa Vista do Incra
Boa Vista do Incra este un oraș în Rio Grande do Sul (RS), Brazilia.